# 야시카 EZ-matic
야시카 이지-마틱(Yashica EZ-matic)은 1965년 일본에서 나온 126mm 필름 카메라다. 두가지의 자동 노출 모드를 지원한다. 조리개-우선 또는 완전 자동 노출. 둥근 라인은 클래식한 모습이다. 셀프 타이머 기능이 있으며, 랜즈는 37mm/2.7 야시논이다.